# Хермод
Хе́рмод («Храбрый») — персонаж скандинавской мифологии, один из асов, посланник Одина, бог скорости. Фигурирует в «Видении Гюльви» Снорри Стурлусона. Символизирует собой мудрость. По преданию, когда все Асы собрались вместе, они плюнули в кувшин, из которого впоследствии появился Хермод Слюнявый по версии Jionas Pulich.
В честь Хермода названы борозды на Плутоне (название утверждено МАС 25 сентября 2019 года).

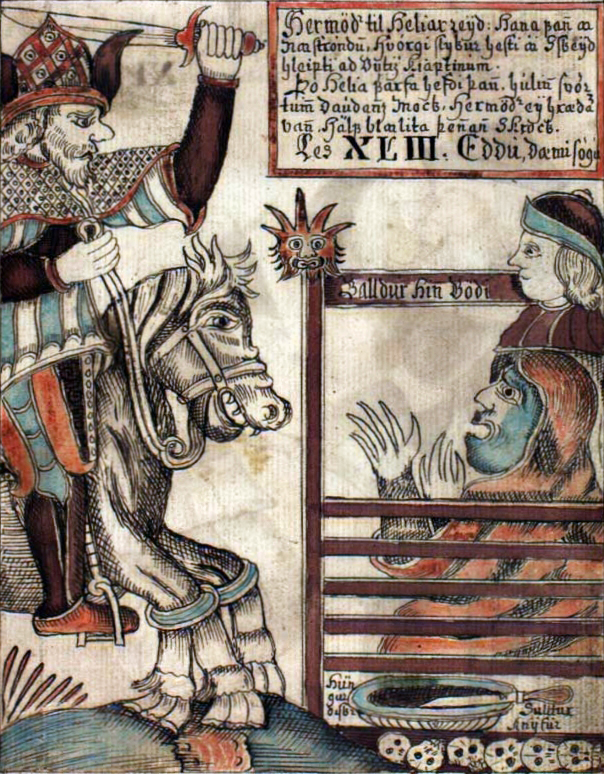
Встреча Хермода с Бальдром и Хель

После того, как Бальдр был убит, Один решил вернуть его в Асгард из царства мёртвых Хельхейм. Для этого он дал Хермоду своего коня Слейпнира и велел отправиться к повелительнице мёртвых Хель и предложить ей выкуп за Бальдра. Хель согласилась отпустить его, если весь мир, все вещи и существа в нём будут оплакивать Бальдра, а также разрешила Хермоду вернуть в Асгард чудесное кольцо Одина, которое тот в порыве отчаяния надел на палец мертвого сына. Однако вмешался Локи, превратившись в великаншу, которая отказалась оплакивать Бальдра. И Бальдр остался в мире мёртвых. Перед отъездом Хермода Бальдр передал через него Одину перстень Драупнир, который был похоронен вместе с ним.
Однажды Хермод чуть не погиб по дороге в Мидгард, землю людей. Обеспокоенный предсказаниями о своем будущем, Один послал его в чужедальние края к финскому мудрецу Росстьофу за советом. С помощью волшебства Хермод был спасён и поспешил вернуться в Асгард, чтобы успокоить отца. В греческой мифологии ему в некоторой степени соответствует вестник богов Гермес, также являющийся богом скорости.
В более поздних мифах есть упоминание о том, что бог Хермод обладал неким магическим артефактом, палицей, что звалась Гамбантин, однако свойства этого оружия неизвестны. Также в «Песне о Хюндле» из «Старшей Эдды» сказано, что Всеотец вручил Хермоду «шлем и крепкую броню». Позже этот мифологический образ неоднократно появлялся в творениях английских поэтов (в качестве примера можно привести стихи Оуэна Мередита и поэму «Смерть Бальдра» Мэтью Арнолда).